# Servair
Servair è una società affiliata della linea aerea francese Air France, specializzata in catering per linee aeree.
Servair è una compagnia francese con circa 8.000 dipendenti; fornisce servizio ristorante, di equipaggiamento e di pulizie. Essa ha 130 clienti. Servair e le sue associate hanno un volume di affari di più di 489 milioni di euro.
Il network Servair, composto da Servair, i suoi partner e il supporto tecnico, hanno più di 100 unità in tutto il mondo.

## Attività
Servair ha 4 attività principali:
- Catering, come servizio pasti in volo
- Rifornimenti, come equipaggiamenti e logistica
- Scale di aereo
- Servizio di pulizie

## Catering
- 45 milioni di pasti per anno
- 120.000 vassoi al giorno
- 16.300 tonnellate di prodotti alimentari consegnati all'anno
- più di 100 cuochi
- 1.000 menu e 5.300 ricette diverse

## Pulizia e logistica
- 365.000 aerei trattati ogni anno
- 39 milioni di posti puliti
- 47 km² di tappezzeria pulita
- 217 automezzi incluso 41 veicoli pesanti
- 365.000 interventi per passeggeri a ridotta mobilità
- 40,5 milioni di giornali e 11 milioni di riviste fornite

## Qualità
- 40 esperti di igiene, microbiologia e di qualità
- 17 certificati ISO 9001 v2000
- 50.000 analisi all'anno realizzate dai laboratori Servair
- 7 esperti internazionali che monitorano il comitato scientifico

## Concorrenti principali
- LSG Sky Chefs